# Lucian Ban

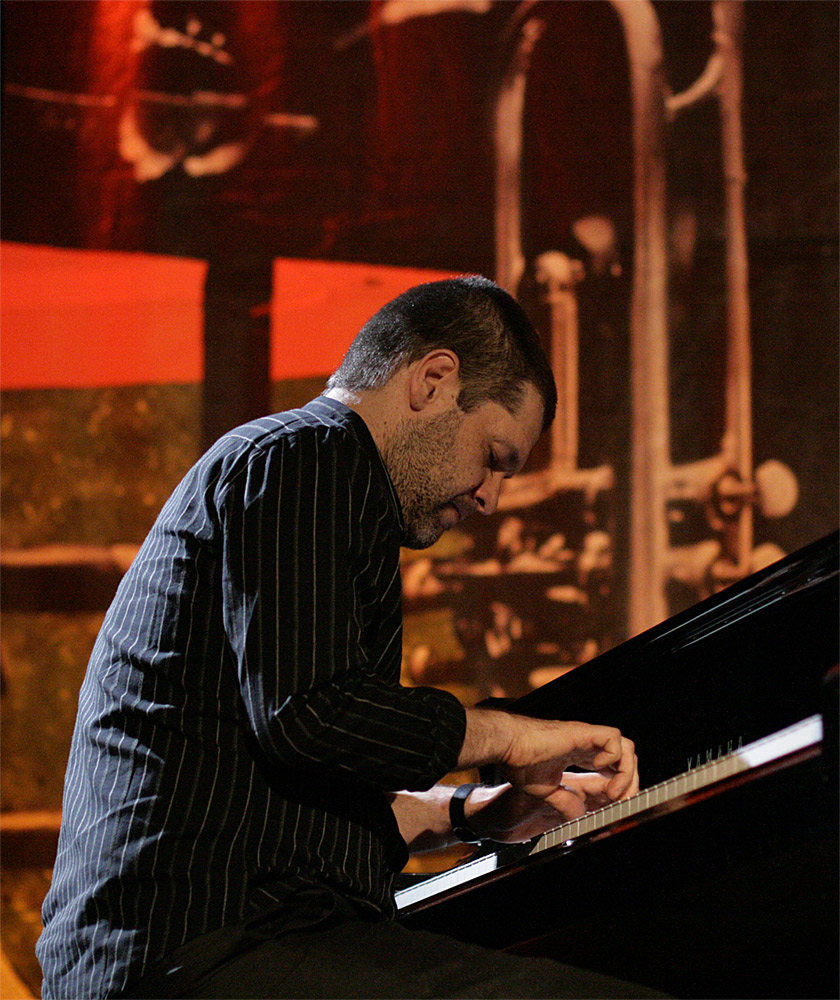
Lucian Ban

Lucian Ban (Cluj-Napoca, 1969) is een Roemeense jazzpianist en -componist.

## Biografie
Ban groeide op in Teaca (district Bistrița-Năsăud). Toen hij zeven was, verhuisde het gezin naar Cluj. Ban kreeg hier les in klassieke piano en compositie. Van 1992 tot 1995 studeerde hij compositie aan het conservatorium van Boekarest. In 1995 richtte hij de groep Jazz Unit op, waarvoor hij composities schreef en twee albums opnam. In 1999 ging hij naar New York om hier verder te studeren, aan The New School. Voor het platenlabel CIMP nam hij in 2002 met saxofonist Alex Harding zijn debuutalbum Somethin’ Holy op. In 2004 begon hij met Harding het Lumination Ensemble. In de jaren erop werkte hij o.a. met J. D. Allen III, Reggie Nicholson, Art Baron, Barry Altschul, Mark Helias, Nasheet Waits, Curtis Fowlkes, Pheeroan akLaff en Cristian Soleanu. In 2008 startte hij een sextet met Sam Newsome, waarmee hij het album The Romanian-American Jazz Suite (Discovery) maakte. Met een octet bracht hij in 2009 muziek van de Roemeense componist George Enescu tijdens het Enescu Festival. In 2009 volgden concerten in Chicago, New York en Londen.

## Prijzen en onderscheidingen
Zijn plaat From Now On won in 1999 in zijn land de titel "beste jazz-album van het jaar“. In 2005 en 2006 werd Ban door de Hans Koller Foundation genomineerd in de categorie "bester Europese jazzmuzikant“.

## Discografie
- Jazz Unit – Changes - Live At Green Hours (Green Records, 1998)
- Jazz Unit with Ferdi Schukking – From Now On... (Green Records, 1999)
- Lucian Ban/Alex Harding Premonition (2003) met Alex Harding, Chris Dahlgren, Damion Reid
- Lucian Ban/Alex Harding Tuba Project (CIMP,  2006) met Bob Stewart
- Lucian Ban & Asymmetry Featuring Jorge Sylvester, Brad Jones & Derrek Phillips  – Playground (Jazzaway Records, 2005)
- Silent Strike feat. Lucian Ban & Alex Harding – 3 AM (La Strada Music, 2008)
- Lucian Ban & John Hébert – Enesco Re-Imagined (Sunnyside Records, 2010) met Gerald Cleaver, Badal Roy, Tony Malaby, Ralph Alessi, Mat Maneri, Albrecht Maurer
- Lucian Ban/Mat Maneri Transylvanian Concert, (ECM, 2013)